# Domjevin
Domjevin é uma comuna francesa na região administrativa de Grande Leste, no departamento de Meurthe-et-Moselle. Estende-se por uma área de 10,28 km². Em 2010 a comuna tinha 260 habitantes (densidade: 25,3 hab./km²).